# سيروتونيني الفعل
سيروتونيني الفعل (بالإنجليزية: Serotoninergic)‏

الصيغة الكيميائية للناقل العصبي السيروتونين.

أو سيروتوني الفعل (بالإنجليزية: Serotonergic)‏ يُشار إليه على أنه المادة التي تتعلق أو تؤثر على السيروتونين.
السيروتونين هو ناقل عصبي. يُعد المشبك الكيميائي العصبي سيروتوني الفعل إذا كان يستعمل السيروتونين ناقلًا عصبيًا. والخلايا العصبية التي تنتج السيروتونين هي خلايا سيروتونية الفعل. المواد الكيميائية التي تنتَج عبر تفاعلات مع نظام السيروتونين تكون سيروتونية الفعل كأن تقوم بتحفيز أو بحجب الناقل العصبي.
المادة سيروتونينية الفعل أو العامل سيروتونيني الفعل هو أي مادة كيميائية تعدِّل من تأثيرات السيروتونين على الجسم أو الدماغ.
تشمل فئات مختلفة من العقاقير سيروتونينية الفعل على:
- ناهضات مستقبل السيروتونين [الإنجليزية] ومناهضاته [الإنجليزية]
- مثبطات استرداد السيروتونين [الإنجليزية]
- عوامل مطلقة للسيروتونين [الإنجليزية]